# Sfântul Ianuarie
Sfântul Ianuarie (în italiană San Gennaro; n. 21 aprilie 272 d.Hr., Benevento, Campania, Italia – d. 305 d.Hr., Pozzuoli, Campania, Italia) a fost un episcop al orașului Napoli, venerat ca martir creștin, sfânt patron al orașului Napoli.

## Sărbători
În calendarul bizantin este sărbătorit pe 21 aprilie, iar în cel latin pe 19 septembrie.
În zilele de 18 și 19 septembrie are loc în cartierul Little Italy din New York Festivitatea Sfântului Ianuarie⁠(en)[traduceți] (Feast of San Gennaro), una din principalele sărbători ale comunității italiene din Statele Unite ale Americii.

## În literatură
- Sándor Márai, San Gennaro vére („Sângele Sfântului Ianuarie”), roman, 1965.